# India Răsăriteană
India răsăriteană este o regiune a Indiei formată din statele Bengalul de vest, Bihar, Orrisa și Jharkand.